# Palazzo De Blasio
Il Palazzo De Blasio è un importante edificio liberty di Reggio Calabria.
È uno dei due istituti scolastici che sorgono sul corso Vittorio Emanuele III, costruito nel 1911 su progetto dell'ingegnere Domenico Genoese Zerbi, ospitava inizialmente la Scuola Normale Femminile, poi divenuta Liceo statale Tommaso Gullì.

## Storia e descrizione
Il fabbricato fu il primo tra gli edifici pubblici ad essere costruito dopo il terremoto del 1908. L'appalto dei lavori avveniva nel settembre del 1911 ed alle spese contribuì il "Comitato Lombardo", che aveva curato il funzionamento dell'istituto fin dalla sua nascita.
L'impianto del manufatto si presenta con una forma irregolare a "C" a due piani con un cortile interno destinato alle attività ricreative della scuola.
Il prospetto principale si affaccia sul Lungomare con i due corpi di fabbrica posti agli angoli più avanzati rispetto al corpo centrale, l'ingresso si presenta più alto rispetto al livello della strada, questo anche per consentire alla linea del dislivello che parte della metà di via 2 settembre a mantenersi costante.
Due rampe di scale con una balaustra in ferro legata con dei pilastrini, circonda tutto l'edificio; al piano terra nel corpo centrale tre grandi portoni in ferro e vetro di originale fattura fungono da ingresso principale, le altre aperture si distribuiscono regolarmente in simmetria sia al piano terra sia al primo piano con ampie finestre in vetro intelaiato in piccoli listelli di ferro. Per tutta la linea di gronda corre una cornice interrotta dai fregi delle lesene con motivi decorativi.